# Коварский, Михаил Ефимович
Михаил Ефимович Коварский (1899—1933) — советский агроном.

## Биография
Родился в еврейской купеческой семье — Фроима Хацкелевича (Ефима Харитоновича) Коварского (1866—1943) из местечка Свенцианы Виленской губернии и Рахили Эйзеровны (Раисы Исааковны) Гурвич (?—1945). Брат селекционера А. Е. Коварского.
После окончания Сумского реального училища поступил на механическое отделение Харьковского технологического института в 1916, которое с отличием окончил в 1922 с квалификацией инженера-технолога по специальности «Сельскохозяйственное машиностроение».
Работал инженером Украинского сельскохозяйственного объединения, потом первым заместителем председателя «Трактороцентра» в Москве. Проживал по адресу: Даев переулок, дом 29, квартира 5.
В 1932 стал членом ВКП(б) и в том же году 17 декабря арестован в Ростове как член «контрреволюционной вредительской организации Конара — Вольфа — Коварского»..
11 марта 1933 по обвинению в контрреволюционной, шпионской и вредительской деятельности в сельском хозяйстве приговорён коллегией ОГПУ к расстрелу. Похоронен на Ваганьковском кладбище. Реабилитирован 12 марта 1957 за отсутствием состава преступлений ВКВС СССР.